# David Jones
David Frank Llwyd Jones (født 4. november 1984 i Southport, England) er en professionel fodboldspiller, der i øjeblikket spiller for Sheffield Wednesday i The Championship. Han spiller som venstre-fodet central midtbanespiller. Jones har repræsenteret England på U-21-niveau, men han har også mulighed for at spille for Wales.